# Santa Ana Nextlalpan
Santa Ana Nextlalplan est une ville de la municipalité de Nextlalpan dans l'État de Mexico, au Mexique.